# ابوقتاده
عمر محمود عثمان مشهور به ابو قتاده (عربی: أبو قتادة الفلسطینی؛ زادهٔ ۱۹۵۹/۱۹۶۰) یک سیاست‌مدار اهل اردن است، ابوقتاده از رهبران سلفی جهادی و متهم به اتهام دست داشتن در اقدام تروریستی علیه یک مدرسه آمریکایی در اردن در سال ۲۰۰۰ میلادی بود که در بریتانیا به سر می‌برد، اما وی بعدها در شامگاه شنبه (شش ژوئیه / پانزده تیر) سال ۲۰۱۳ میلادی برای محاکمه، با هواپیمایی نظامی خاک انگلیس را ترک کرد و به موطن خود تحویل داده شد، بازگرداندن او به اردن پس از عقد قراردادی میان دو کشور میسرشد که، طبق آن، اعترافات زیر شکنجه قابل استناد نیست. دادگاه امنیت کشور اردن، در جلسه علنی خود، ابوقتاده، اردنی را که، به اتهام اقدامات تروریستی بازداشت شده بود و از زمان استرادادش از انگلیس به اردن به اتهام تروریسم در زندان به سر می‌برد، به دلیل کافی نبودن اسناد و مدارک آزاد کرد دیوان امنیت حکومتی اردن او را از اتهام به برنامه‌ریزی حملات تروریستی بر ضد گردشگران در سال ۲۰۰۰ میلادی تبرئه کرد و تصمیم بر آزادی فوری وی گرفت و حکم آزادی فوری وی را صادر کرد.